# Stazione di Hereford
La stazione di Hereford (in inglese Hereford railway station) è la principale stazione ferroviaria di Hereford, in Inghilterra.